# 1952年ウィンブルドン選手権
1952年 ウィンブルドン選手権（1952ねんウィンブルドンせんしゅけん、The Championships, Wimbledon 1952）に関する記事。イギリス・ロンドン郊外にある「オールイングランド・ローンテニス・アンド・クローケー・クラブ」にて開催。

## シード選手

### 男子シングルス
1. フランク・セッジマン　（初優勝）
2. ヤロスラフ・ドロブニー　（準優勝）
3. ビック・セイシャス　（ベスト8）
4. ディック・サビット　（ベスト8）
5. ケン・マグレガー　（ベスト8）
6. ハーバート・フラム　（ベスト4）
7. エリック・スタージェス　（ベスト8）
8. メルビン・ローズ　（ベスト4）
9. アーサー・ラーセン　（1回戦）
10. ガードナー・ムロイ　（4回戦）
11. ハミルトン・リチャードソン　（1回戦）
12. バッジ・パティー　（4回戦）

### 女子シングルス
1. ドリス・ハート　（ベスト8）
2. モーリーン・コノリー　（初優勝）
3. シャーリー・フライ　（ベスト4）
4. ルイーズ・ブラフ　（準優勝）
5. パトリシア・カニング・トッド　（ベスト4）
6. ジーン・ウォーカー・スミス　（ベスト8）
7. テルマ・コイン・ロング　（ベスト8）
8. ジーン・クォーティアー　（ベスト8）

### 男子ダブルス
1. フランク・セッジマン＆ ケン・マグレガー
2. ガードナー・ムロイ＆ ディック・サビット
3. ヤロスラフ・ドロブニー＆ バッジ・パティー
4. ビック・セイシャス＆ エリック・スタージェス

### 女子ダブルス
1. ドリス・ハート＆ シャーリー・フライ
2. ルイーズ・ブラフ＆ モーリーン・コノリー
3. テルマ・コイン・ロング＆ パトリシア・カニング・トッド
4. スー・パートリッジ＆ ジーン・クォーティアー

### 混合ダブルス
1. フランク・セッジマン＆ ドリス・ハート
2. ケン・マグレガー＆ ルイーズ・ブラフ
3. エリック・スタージェス＆ シャーリー・フライ
4. ドン・キャンディ＆ パトリシア・カニング・トッド

## 大会経過

### 男子シングルス
準々決勝
- フランク・セッジマン vs.  エリック・スタージェス　7-5, 6-1, 6-0
- メルビン・ローズ vs.  ディック・サビット　6-4, 3-6, 6-4, 4-6, 6-2
- ハーバート・フラム vs.  ビック・セイシャス　6-4, 3-6, 6-3, 7-5
- ヤロスラフ・ドロブニー vs.  ケン・マグレガー　6-0, 3-6, 2-6, 7-5, 7-5

準決勝
- フランク・セッジマン vs.  メルビン・ローズ　6-4, 6-4, 7-5
- ヤロスラフ・ドロブニー vs.  ハーバート・フラム　6-2, 6-4, 0-6, 8-10, 6-4

### 女子シングルス
準々決勝
- パトリシア・カニング・トッド vs.  ドリス・ハート　6-8, 7-5, 6-4
- ルイーズ・ブラフ vs.  ジーン・クォーティアー　6-1, 9-7
- シャーリー・フライ vs.  ジーン・ウォーカー・スミス　6-3, 6-3
- モーリーン・コノリー vs.  テルマ・コイン・ロング　5-7, 6-2, 6-0

準決勝
- ルイーズ・ブラフ vs.  パトリシア・カニング・トッド　6-3, 3-6, 6-1
- モーリーン・コノリー vs.  シャーリー・フライ　6-4, 6-3

## 決勝戦の結果
男子シングルス
- フランク・セッジマン vs.  ヤロスラフ・ドロブニー　4-6, 6-2, 6-3, 6-2

女子シングルス
- モーリーン・コノリー vs.  ルイーズ・ブラフ　7-5, 6-3

男子ダブルス
- フランク・セッジマン＆ ケン・マグレガー vs.  ビック・セイシャス＆ エリック・スタージェス　6-3, 7-5, 6-4

女子ダブルス
- ドリス・ハート＆ シャーリー・フライ vs.  ルイーズ・ブラフ＆ モーリーン・コノリー　8-6, 6-3

混合ダブルス
- フランク・セッジマン＆ ドリス・ハート vs.  エンリケ・モレア＆ テルマ・コイン・ロング　4-6, 6-3, 6-4